# ماساهودو الحسن
ماساهودو الحسن (انگلیسی: Masahudu Alhassan؛ زادهٔ ۱ دسامبر ۱۹۹۲) بازیکن فوتبال اهل غنا است.
از باشگاه‌هایی که در آن بازی کرده است می‌توان به باشگاه فوتبال لاتینا، باشگاه فوتبال اودینزه، باشگاه فوتبال نووارا، باشگاه فوتبال جنوآ، و باشگاه فوتبال پروجا اشاره کرد.
وی همچنین در تیم‌های ملی فوتبال Ghana national under-20 football team و غنا بازی کرده است.